# Національна ліга А
Швейцарська Національна ліга А (англ. National League A, раніше нім. Nationalliga A, фр. Ligue Nationale A, італ. Lega Nazionale A; скор. англ. NLA) — елітна хокейна ліга чемпіонату Швейцарії. 

## Історія
Від самого початку вона складалася з дванадцяти команд. Чемпіонат має чітку структуру (до сезону 2007/08): на першому етапі (кваліфікація) команди грали в круговому турнірі. Потім найкращі вісім команд чемпіонату грали в плей-оф. Останні чотири команди грали з командою з Національної ліги B за право залишитись в елітному дивізіоні.
Назва «Національна ліга А» була введена в сезоні 2007/08 років разом з безліччю додаткових нововведень. Зміни включають в себе новий трофей і розширення кваліфікаційного раунду до 50 матчів: кожна команда грає чотири матчі з усіма суперниками на першому етапі, а також додаються шість матчів на другому, дванадцять клубів діляться на три групи по чотири команди, склади яких формуються на регіональному рівні. Таким чином клуби проводили 50 матчів за сезон та визначали найкращу вісімку яка в плей-оф розігрує звання чемпіона.
З сезону 2022/23 ліга зазнала змін, вона була розширена до чотирнадцяти команд і за новим регламентом чемпіонату клуби грають між собою по 4 матчі. На другому етапі вісімка найкращих клубів у плей-оф розігрують звання чемпіону Швейцарії. Два найгірших клуба грають у втішному раунді і найгірша за результатами вибуває до Швейцарської ліги але при умові наявності ліцензії виступати в НЛА у команди з нижчого дивізіону.

## Учасники сезону 2024/25
- Амбрі-Піотта
- Ажуа
- СК Берн
- Біль
- Давос
- Фрібур-Готтерон
- Женева-Серветт
- Клотен
- Лозанна
- Лугано
- Лангнау Тайгерс
- Рапперсвіль-Йона Лейкерс
- Цуг
- ЦСК Лайонс

## Переможці
- 2025 — ЦСК Лайонс
- 2024 — ЦСК Лайонс
- 2023 — «Женева-Серветт»
- 2022 — «Цуг»
- 2021 — «Цуг»
- 2020 — без переможця
- 2019 — СК «Берн»
- 2018 — ЦСК Лайонс
- 2017 — СК «Берн»
- 2016 — СК «Берн»
- 2015 — «Давос»
- 2014 — ЦСК Лайонс
- 2013 — СК «Берн»
- 2012 — ЦСК Лайонс
- 2011 — «Давос»
- 2010 — СК «Берн»
- 2009 — «Давос»
- 2008 — ЦСК Лайонс